# 哈达铺站
哈达铺站，位于中华人民共和国甘肃省陇南市宕昌县哈达铺镇，是兰渝铁路上的火车站，于2016年12月26日启用，由兰州铁路局陇西车务段管辖。

## 車站周邊
- 中国人寿长征哈达铺王家小学
- 哈达铺镇人民政府
- 中国邮政储蓄银行哈达铺营业厅
- 红军长征哈达铺红一方面军司令部旧址
- 中国信合哈达铺信用社
- 中国联通宕昌分公司哈达铺营业厅

## 歷史
- 2016年12月26日启用。

## 外部連結
- 中国铁路客户服务中心（页面存档备份，存于）